# Поколение «Ви»
«Поколе́ние „Ви“» (англ. Gen V) — американский супергеройский сериал, разработанный Крэйгом Розенбергом, Эваном Голдбергом и Эриком Крипке. Спин-офф сериала «Пацаны». Основан на сюжетной линии комикса Гарта Энниса и Дарика Робертсона «We Gotta Go Now».
Релиз «Поколения „Ви“» состоялся 29 сентября 2023 года на стриминговом сервисе Amazon Prime Video. События первого сезона разворачиваются незадолго до событий четвёртого сезона «Пацанов». В октябре 2023 года, менее чем через месяц с момента премьеры, сериал был продлён на второй сезон, релиз которого ожидается 17 сентября 2025 года.

## Сюжет
В центре сюжета — молодые супергерои, которые обучаются в Университете Годолкина, спонсором которого выступает корпорация Vought International. По официальным данным, заведение обучает студентов обращаться со своими способностями во благо общества, но на самом деле выступает полигоном для совершенствования сыворотки «Ви». Все студенты должны участвовать в местных соревнованиях за статус лучшего, чтобы попасть во всемирно известные команды супергероев, такие как «Семёрка».

## В ролях

### Основной состав
- Джаз Синклер[англ.] — Мари Моро, супергероиня с трагическим прошлым, способная управлять кровью силой своего разума.
  - Джэда Лебланк — Мари в детстве
- Чанс Пердомо — Андре Андерсон (1-й сезон), популярный студент и лучший друг Люка. Владеет магнитокинезом.
- Лиззи Бродвей[англ.] — Эмма Мейер / Сверчочка, супергероиня, способная уменьшаться и увеличиваться в размерах с помощью провокации рвоты или потребления пищи.
- Мэдди Филлипс — Кейт Данлэп, супергероиня, наделённая телепатическими способностями, главным образом — тактильным управлением разума. Девушка Люка и Андре.
  - Вайолет Марино — Кейт в детстве
- Лондон Тор и Дерек Лу[англ.] — Джордан Ли, супергерой, способный переключаться между мужским и женским полами. Тор играет женскую форму, умеющую стрелять энергетическими зарядами, а Лу — мужскую форму, обладающую неуязвимостью.
- Аса Германн — Сэм Риордан, молодой супергерой, владеющий сверхчеловеческой силой и выносливостью.
  - Кэмерон Николл — Сэм в детстве
- Шелли Конн — Индира Шетти (1-й сезон), декан Университета Годолкина и психиатр. Разрабатывает вирус для уничтожения супергероев.

### Второстепенный состав
- Патрик Шварценеггер — Люк Риордан / Золотой (1-й сезон), старший брат Сэма, популярный студент, обладающий пирокинезом и сверхчеловеческой силой.
- Кёртис Лего и Николас Хэмилтон — Маверик, студент Университета Годолкина, умеющий становиться невидимым. Сын Прозрачного, покойного бывшего члена «Семёрки». Хэмилтон заменил Чарльза Алтоу, игравшего Маверика в сериале «Пацаны». В финале первого сезона Лего исполнил роль его видимой формы, в то время как Хэмилтон озвучил невидимую.
- Майя Джей Бастидас — Джастин Гарсия, супергероиня-инфлюэнсер, обладающая исцеляющим фактором.
- Дэниел Бирн[англ.] — Джефф, менеджер Университета Годолкина по ведению социальных сетей.
- Шон Патрик Томас[англ.] — Полярность, отец Андре. Знаменитый супергерой, умеющий манипулировать магнетизмом, и попечитель Университета Годолкина.
- Александр Кэлверт — Руфус, студент-экстрасенс Университета Годолкина, владеющий телепатией, астральной проекцией и ясновидением[3].
- Марко Пигосси — доктор Эдисон Кардоса, ведущий учёный «Леса» и создатель вируса супергероев.
- Роберт Баззокки — Лиам, однокурсник Эммы.
- Джессика Клемент — Харпер, студентка с крысиным хвостом и подруга Джастин.
- Мэтью Эдисон — Кэмерон Коулман (1-й сезон), ведущий новостей Vought News Network.

### Гостевой состав
- Тай Барнетт — Малькольм Моро, отец Мари.
- Миатта Аде Лебиле — Джекки Моро, мать Мари.
- Алекс Кастильо — Ванесса
- Клэнси Браун — Ричард «Рич Бринк» Бринкерхофф (1-й сезон), профессор Университета Годолкина[4][5].
- Уоррен Шерер — Стив, студент, наделённый исцеляющим фактором, позволяющим регенерировать части тела.
- Сиддхарт Шарма — Тайлер Оппенгеймер, студент с неосязаемостью.
- Пи Джей Бирн — Адам Бурке
- Джеки Тон — Кортеней Фортни
- Лаура Кай Чен — Кайла Ли, мать Джордана.
- Питер Ким — Пол Ли, отец Джордана, не одобряющий его способности к смене пола.
- Джейсон Риттер — в роли самого себя; появляется в виде галлюцинации Сэма в эпизоде познавательного телесериала «Авеню „Ви“».
- Энди Уокен[англ.] — Дасти (1 сезон), 28-летний супергерой, выглядящий как подросток за счёт медленного старения тела.

### Специальные гости
- Элизабет Шу — Мэделин Стилвелл, покойная бывшая глава Vought International.
- Джесси Ашер — Реджи Франклин / Экспресс[англ.], выпускник Университета Годолкина и «первый чёрный в „Семёрке“».
- Колби Минифи — Эшли Барретт[англ.], генеральный директор Vought International и помощница Хоумлендера.
- Сабрина Содин — Тоже Эшли, ассистентка Эшли Барретт.
- Чейс Кроуфорд — Кевин Московиц / Подводный[англ.], выпускник Университета Годолкина, повелитель водной стихии.
- Дерек Уилсон — Роберт Вернон / Технорыцарь[6], ведущий телепередачи о расследованиях преступлений и бывший супергерой, владеющий навыками наблюдения и обострённым чутьём. Занимается расследованием громких событий в Университете Годолкина.
- Дженсен Эклс — «Солдатик[англ.]» (англ. Soldier Boyfriend), воображаемый друг Кейт[7].
- Клаудия Думит — Виктория Ньюман, кандидатка в вице-президенты США. Как и Мари, способна управлять кровью силой собственного разума, но на публике выдаёт себя за человека.
- Лайла Робинс — Грейс Мэллори, отставной подполковник и бывший лидер «Пацанов».
- Энтони Старр — Джон Гиллман / Хоумлендер, лидер супергеройской команды Vought «Семёрка».
- Карл Урбан — Уильям «Билли» Бутчер[англ.], лидер команды «Пацаны» по борьбе с супергероями.

## Список серий

### Сезон 1 (2023)
| № | Название                                                         | Режиссёр        | Автор сценария                               | Дата премьеры    |
| - | ---------------------------------------------------------------- | --------------- | -------------------------------------------- | ---------------- |
| 1 | «God U.» «Годолкин»                                              | Нельсон Крегг   | Крэйг Розенберг, Эван Голдберг и Эрик Крипке | 29 сентября 2023 |
| 2 | «First Day» «Первый день»                                        | Нельсон Крегг   | Зак Шварц и Брант Энглестайн                 | 29 сентября 2023 |
| 3 | «#ThinkBrink» «#ПомниБринка»                                     | Филип Сгриккиа  | Эрика Росби                                  | 29 сентября 2023 |
| 4 | «The Whole Truth» «Вся правда»                                   | Стив Боюм       | Джессика Чоу                                 | 6 октября 2023   |
| 5 | «Welcome to the Monster Club» «Добро пожаловать в Клуб Монстров» | Клэр Килнер     | Лекс Эднесс                                  | 13 октября 2023  |
| 6 | «Jumanji» «Джуманджи»                                            | Рэйчел Голдберг | Лорен Грир                                   | 20 октября 2023  |
| 7 | «Sick» «Больной»                                                 | Шана Штейн      | Челси Грейт                                  | 27 октября 2023  |
| 8 | «Guardians of Godolkin» «Стражи Годолкина»                       | Сэна Хамри      | Брант Энглестайн                             | 3 ноября 2023    |

## Производство

### Разработка
20 сентября 2020 года стало известно, что в разработку был запущен спин-офф сериала «Пацаны». Сценаристами и исполнительными продюсерами стали Крэйг Розенберг, Эрик Крипке, Сет Роген, Эван Голдберг, Джеймс Уивер, Нил Мориц, Ори Мармур, Павун Шетти, Кен Левин, Джейсон Неттер, Микаэла Старр, Гарт Эннис, Дэрик Робертсон, Мишель Фазекас, Тара Баттерс, Сара Карбинер, Эрика Росби, Аиша Портер-Кристи, Джудалина Нейра и Зак Шварц. 27 сентября 2021 года компания Amazon подтвердила данную информацию, а также назначила Мишель Фазекас и Тару Баттерс шоураннерами и исполнительными продюсерами. 2 октября 2020 года Эрик Крипке заявил, что сериал сфокусируется на команде G-Men, упомянутой в первом сезоне «Пацанов». Сам проект снят по мотивам сюжетной линии «We Gotta Go Now».
5 января 2023 года было объявлено, что в скором времени будет набрана команда сценаристов, возглавляемая Мишель Фазекас, для работы над потенциальным вторым сезоном; впоследствии Фазекас стала единственным шоураннером сериала после ухода Тары Баттерс.
19 октября 2023 года Amazon Prime Video продлил сериал на второй сезон.

### Кастинг
11 марта 2021 года к актёрскому составу сериала присоединились Лиззи Бродвей и Джаз Синклер, 19 марта — Шэйн Пол Макги, Эйми Карреро и Мэдди Филлипс, а 15 апреля — Рейна Хардести. 10 марта 2022 года Карреро и Макги покинули проект. Через несколько дней кастинг прошёл Чанс Пердомо, заменивший Макги. 25 апреля Хардести покинула сериал, а на её место пришла Лондон Тор. Вскоре Дерек Лу, Аса Джерманн и Шелли Конн были утверждены на главные роли. Двумя днями позже Патрику Шварценеггеру, Шону Патрику Томасу и Марко Пигосси были отданы роли второго плана. В ноябре в актёрский состав вошёл Клэнси Браун. В декабре было подтверждено, что Джесси Ашер, Колби Минифи и Пи Джей Бирн исполнят гостевые роли соответственно Реджи Франклина / Поезда-А, Эшли Баррет и Адама Бурка; ранее они играли данных персонажей в сериале «Пацаны».
30 марта 2024 года в возрасте 27 лет погиб Чанс Пермодо в результате аварии на мотоцикле, когда ехал через северную часть штата Нью-Йорк по пути в Торонто для участия в съёмках второго сезона сериала. Продюсеры сериала заявили, что не будут заменять актёра.

### Съёмки
Съёмочный процесс начался в мае 2022 года в Торонто и проходил под рабочим названием The Boys Presents: Varsity. В июле было объявлено официальное название сериала — «Поколение „Ви“» (англ. Gen V). В сентябре члены актёрского состава объявили в социальных сетях о завершении съёмок.

## Релиз
Премьера первого сезона «Поколения „Ви“» состоялась на стриминговом сервисе Amazon Prime Video 29 сентября 2023 года. Выход второго сезона запланирован на 17 сентября 2025 года.

## Восприятие
На сайте-агрегаторе рецензий Rotten Tomatoes рейтинг сериала составляет 97 % со средней оценкой 7,65/10, основанной на 112 рецензиях. Критики сайта сошлись во мнениях, что «Поколение „Ви“» «развивает вселенную „Пацанов“ в хаотичном, но в целом впечатляющем направлении». На сайте Metacritic средневзвешенная оценка сериала составляет 73 балла из 100 возможных на основании 29 отзывов, что свидетельствует о «в целом благоприятных отзывах».